# إيلافونيسي

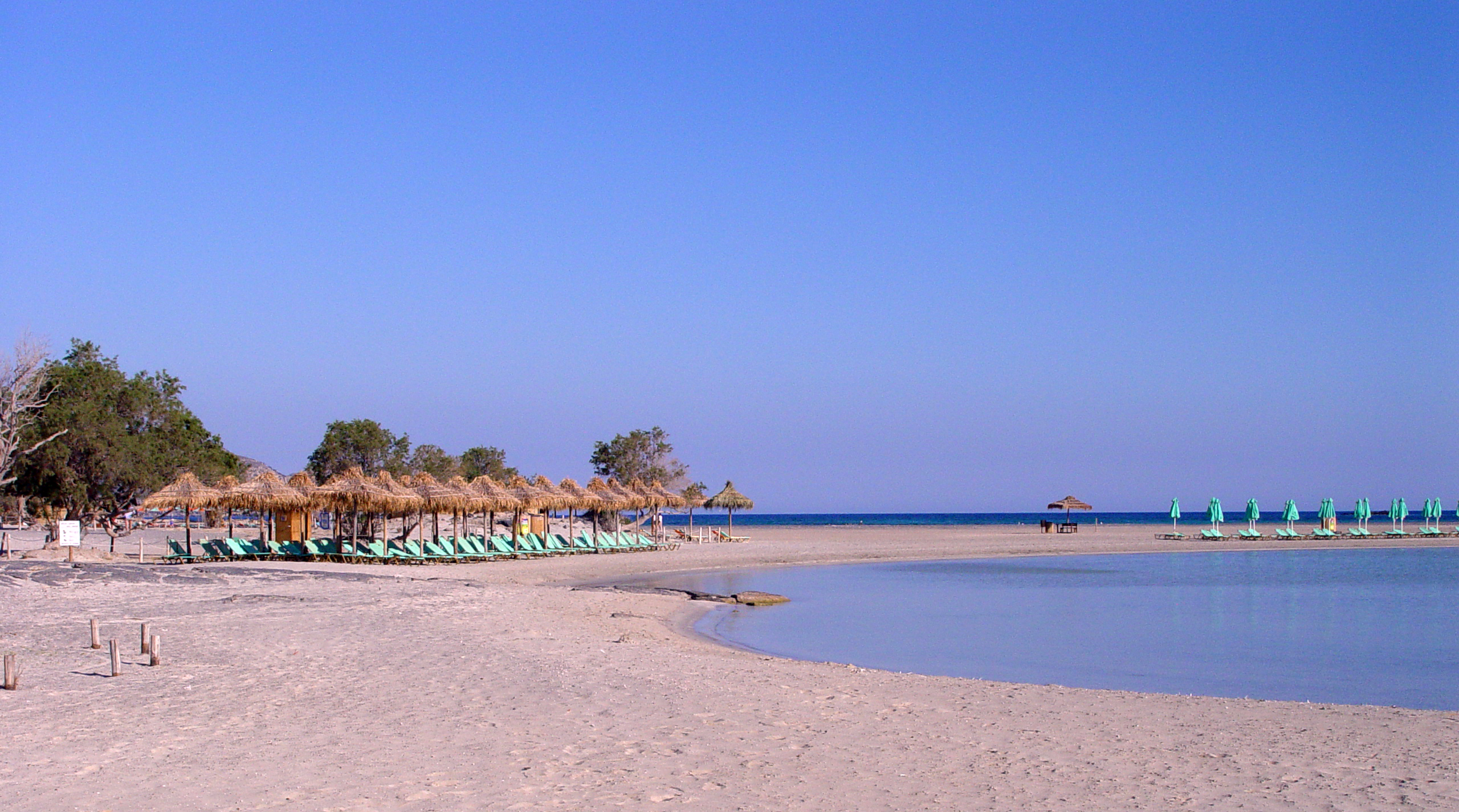
شاطئ جزيرة إيلافونيسي.

جزيرة إيلافونيسي، (باليونانية: Ελαφονήσι)‏، (بالإنجليزية: Elafonisi)‏، وتعني باليونانية جزيرة الغزلان، هيّ جزيرة يونانية تقع في الركن الجنوبي الغربي من الجزيرة المتوسطية كريت وهي إدارياً جزء من منطقة خانيا، وعندما يكون الجو لطيفاً يمكن الذهاب إليها عبر المياه الضحلة. وتعتبر الجزيرة محمية طبيعية.

## حرب الاستقلال اليونانية
في أعلى نقطة في الجزيرة هناك لوحة لإحياء ذكرى الحدث المأساوي. في عيد الفصح الأحد 24 أبريل، 1824 عدة مئات من اليونانيين، معظمهم من النساء والأطفال، قتلوا على أيدي الجنود العثمانيين، ولتجنب زحف القوات العثمانية التركية كان أربعون رجلاً من المسلحين قد لجأوا في الجزيرة مع النساء والأطفال من المنطقة الشعبية القديمة حيثُ كانوا ينتظرون سفينة لنقلهم إلى جزر البحر الأيوني. وكان الجنود العثمانيين قرروا التخييم على الشاطئ قبالة الجزيرة. مشى بعض الخيالة على طول المياه الضحلة إلى الجزيرة وعثروا على الناس يختبئون في الجزيرة. وفقاً لعدة مصادر أن هناك بين 640 و 850 شخصاً في المجموع، ومعظمهم قتلوا وبيع الناجين المتبقين عبيداً في مصر.